# Vallda distrikt
Vallda distrikt är ett distrikt i Kungsbacka kommun och Hallands län. 
Distriktet ligger vid kusten, väster om Kungsbacka.
I distriktet finns bebyggelsen Backa, samt tätorterna Halla Heberg (sammanvuxen med Lerkil) och Vallda. 

## Tidigare administrativ tillhörighet
Distriktet inrättades 2016 och utgörs av socknen Vallda i Kungsbacka kommun.
Området motsvarar den omfattning Vallda församling hade vid årsskiftet 1999/2000.